# 坦途北岗子
坦途北岗子，位于中国吉林省镇赉县坦途镇内，为一个省级文物保护单位，类型为古遗址，公布时间为2007年5月31日。该文物保护单位由镇赉县文管所管理。
坦途北岗子的历史年代为新石器。